# Барон Дігбі

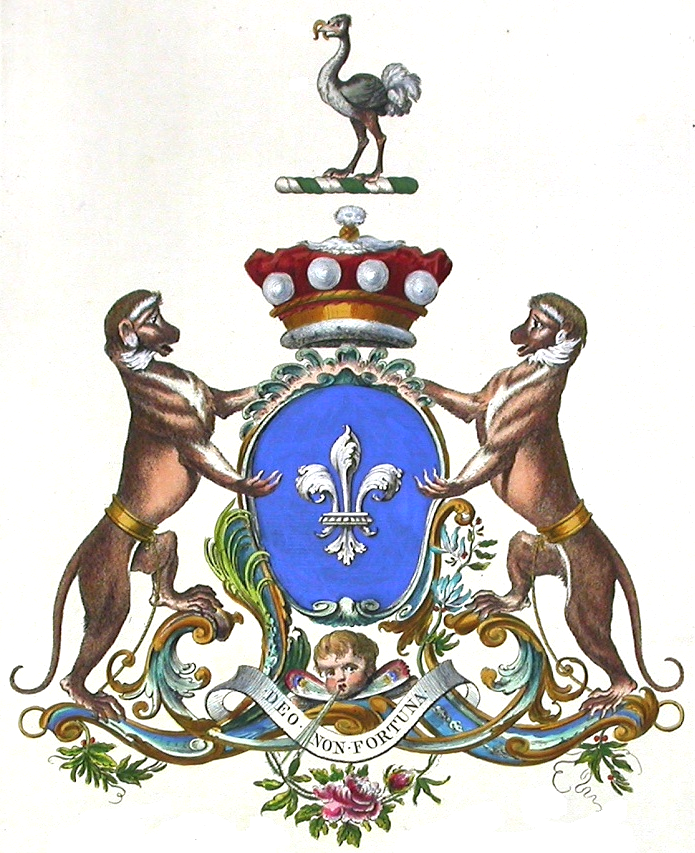
Герб баронів Дігбі.

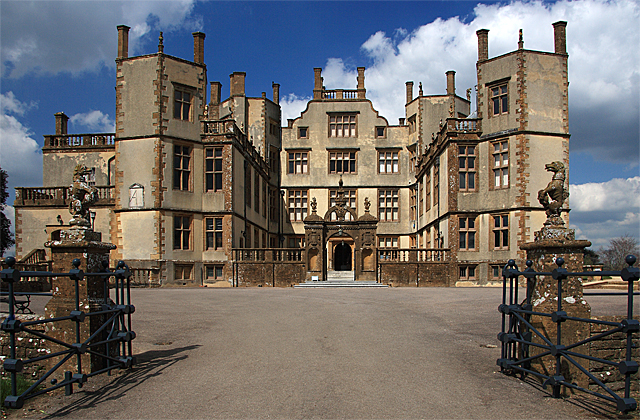
Замок Шербон-кастл, Дорсет – резиденція баронів Дігбі.

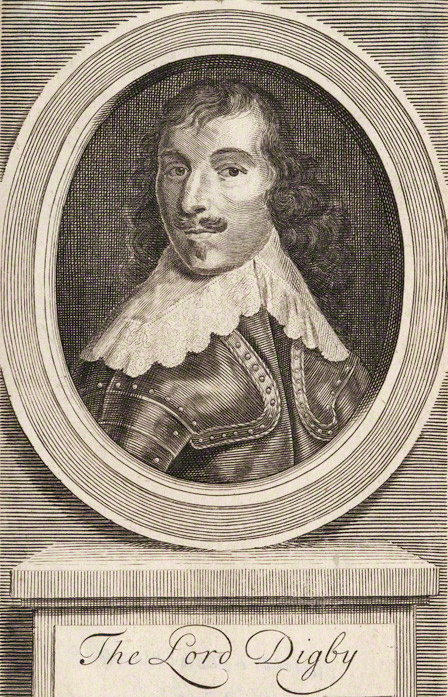
Роберт Дігбі (бл. 1599 – 1642) – І барон Дігбі.

Барони Дігбі (англ. — Baron Digby) — аристократичний титул в Ірландії та Великій Британії, пер Ірландії. Цей титул створювали двічі — один раз в Ірландії, а другий раз у Великій Британії для однієї і тієї ж родини.

## Історія баронів Дігбі
Роберт Діґбі — губернатор так званого Королівського графства, що існувало XVI – XVII століттях в Ірландії був нагороджений титулом барона Дігбі з Гешілла в 1620 році в перстві Ірландії. Роберт Дігбі був племінником Джона Дігбі – І графа Брістоля. Багато хто з династії баронів Дігбі були депутатами парламенту і представляли в парламенті землі Ворвік, Малмсбері, Людгершол, Велс. VII барон Дігбі був нагороджений титулом барон Дігбі з Шербона (графство Дорсет) в перстві Великої Британії. У 1790 році лорда Дігбі нагородили титулами віконта Ковлшілл та графа Дігбі в перстві Великої Британії.  
Його син — ІІ граф Дігбі володів посадою лорд-лейтенанта Дорсета в 1808 – 1856 роках. Він не одружився, не мав дітей і після його смерті титули віконта Ковлшілл та графа Дігбі зникли. Але титули отримав його двоюрідний брат, що став ІХ бароном Дігбі. Він був сином адмірала сера Генрі Дігбі, що був сином Вільяма Дігбі — молодшого брата VI барона Дігбі. Х барон Дігбі був депутатом парламенту від консервативної партії. Його син – ХІ барон Дігбі був головою ради Дорсета в 1955 – 1964 роках та обіймав посаду лорд-лейтенанта Дорсета в 1952 – 1964 роках. Його син – ХІІ барон Дігбі теж служив лорд-лейтенантом Дорсета в 1984 – 1999 роках. З 2018 року титул барона Дігбі належить його сину, що став ХІІІ бароном Дігбі. Відомими стали також Джейн Дігбі – сестра ІХ барона Дігбі, Памела Гарріман (до шлюбу Дігбі), старша дочка ХІ барона Дігбі – була послом США у Франції. 
Історичною резиденцією баронів Дігбі був Мінтерн-Хаус, що стоїть недалеко від Дорчестера (Дорсет).
Гасло баронів Дігбі: Deo non fortuna — Бог, а не фортуна (лат.).

## Династія баронів Діґбі

### Барони Діґбі, перство Ірландії
- Роберт Діґбі, 1-й барон Діґбі (бл. 1599 – 1642)
- Кілдер Діґбі, 2-й барон Діґбі (бл. 1627 – 1661)
- Роберт Діґбі, 3-й барон Діґбі (1654 – 1677)
- Саймон Діґбі, 4-й барон Діґбі (1657 – 1685)
- Вільям Діґбі, 5-й барон Діґбі (1661 – 1752)
- Едвард Діґбі, 6-й барон Діґбі (1730 – 1757)
- Генрі Діґбі, 7-й барон Діґбі (1731 – 1793)

### Барони Діґбі, перство Великої Британії
- Генрі Дігбі (1731 – 1793) – VII (I) барон Дігбі (нагороджений титулом граф Дігбі в 1790)

### Графи Діґбі
- Генрі Діґбі, 1-й граф Діґбі (1731 – 1793), VII (I) барон Дігбі
- Едвард Діґбі, 2-й граф Діґбі (1773 – 1856), VIII (II) барон Дігбі

### Барони Дігбі, перство Ірландії, перство Великої Британії
- Едвард Сент-Вінсент Дігбі (1809 – 1889) – IX (III) барон Дігбі
- Едвард Генрі Трафальгар Дігбі (1846 – 1920) – X (IV) барон Дігбі
- Едвард Кенелм Дігбі (1894 – 1964) – XI (V) барон Дігбі
- Едвард Генрі Кенелм Дігбі (1924 – 2018) – XII (VI) барон Дігбі
- Генрі Ноель Кенелм Дігбі (нар. 1954) – XIII (VII) барон Дігбі

Спадкоємець титулу – син нинішнього ХІІІ барона Дігбі Едвард Сент-Вінсент Кенелм Дігбі (нар. 1985).